# Jagny-sous-Bois
Jagny-sous-Bois é uma comuna francesa na região administrativa da Ilha de França, no departamento do Vale do Oise. Estende-se por uma área de 4.18 km². Em 2010 a comuna tinha 269 habitantes (densidade: 64,4 hab./km²).